# Phaonia uniseriata
Phaonia uniseriata är en tvåvingeart som beskrevs av Malloch 1923. Phaonia uniseriata ingår i släktet Phaonia och familjen husflugor.
Artens utbredningsområde är Washington. Inga underarter finns listade i Catalogue of Life.